# Barbara Smuts
Barbara Boardman Smuts (* 1950) ist eine Verhaltensforscherin, Anthropologin und emeritierte Professorin für Psychologie an der University of Michigan.
Smuts erwarb an der Harvard University einen Bachelor in Anthropologie und an der Stanford Medical School einen Ph.D. in neurobiologischer Verhaltensforschung. Anfang der 1980er Jahre arbeitete sie mit Jane Goodall über Schimpansen im Gombe-Stream-Nationalpark. Anschließend lebte Smuts mehrere Jahre mit Gruppen von Anubispavianen in Kenia und Tansania, wo sie deren Sozial- und Sexualverhalten studierte. Das aus dieser Arbeit entstandene Buch Sex and Friendship in Baboons (1985) stellt die erste ausführliche Untersuchung von Freundschaften bei nicht-menschlichen Tieren dar.
1983 gelang es Smuts, führende Primatologen für eine gemeinsame Arbeit von einem Jahr zur Advanced Study in the Behavioral Sciences der Stanford University zusammenzubringen. Das daraus entstandene Werk Primate Societies (1987) gilt als Standardwerk der Verhaltensforschung und Ökologie der Primaten. In ihren Kooperationen überschritt Smuts Grenzen zur Soziobiologie und Kulturanthropologie. Sie selbst hatte einen Lehrstuhl für Biopsychologie inne.
Weitere Arbeiten Smuts befassen sich mit der Mutter-Kind-Beziehung bei Delphinen (Großer Tümmler) und dem Sozialverhalten von Wölfen und Hunden. Hier und bei Primaten untersucht sie – vor allem mittels Video-Analysen – Spiel, Reziprozität, Kooperation, Begrüßung, Konfliktlösung, Emotionen und Stimmungen. Sie versucht zu ergründen, wie Tiere ohne Sprache Vertrauensverhältnisse aufbauen und behalten, wie Tiere Meinungen und Absichten ihres Gegenüber verstehen können, und wie das Verständnis von Beziehungen nicht-menschlicher Tiere zum Verständnis menschlichen Verhaltens beitragen kann.
1993 wurde Barbara Smuts in die American Academy of Arts and Sciences gewählt.